# 毛披碱草
毛披碱草（学名：Elymus villifer）为禾本科披碱草属下的一个种。